# Gare de Malesherbes
A Gare de Malesherbes egy vasútállomás és RER állomás Franciaországban, Malesherbes településen.

## Vasútvonalak
Az állomást az alábbi vasútvonalak érintik:
- Villeneuve-Saint-Georges-Montargis-vasútvonal
- Aubrais - Orléans à Malesherbes-vasútvonal

## Kapcsolódó állomások
A vasútállomáshoz az alábbi állomások vannak a legközelebb:
- Gare de Boigneville (Gare de Creil, D RER-vonal)

## Lásd még
- Franciaország vasútállomásainak listája
- A RER állomásainak listája